# Indonesische parlementsverkiezingen 1987
De parlementsverkiezingen in Indonesië in 1987 waren verkiezingen in Indonesië voor de Volksvertegenwoordigingsraad. Zij vonden plaats op 23 april 1987. Naast de Golkar-beweging van president Soeharto werden door het regime alleen de oppositiepartijen Verenigde Ontwikkelingspartij (PPP) en Indonesische Democratische Partij (PDI) toegelaten. Zoals alle verkiezingen in de periode van Soeharto's Nieuwe Orde tussen 1966 en 1998 won Golkar de verkiezingen met een ruime meerderheid.

## Verzwakking van de oppositie
Hoewel de beweging van het regime, Golkar, de afgelopen verkiezingen allemaal ruim had gewonnen, werd met argusogen gekeken naar het grote aantal stemmen voor de islamitische oppositiepartij PPP. Bij de verkiezingen van 1982 wist de PPP 27,78% van de stemmen te behalen. Daarop werden er enkele maatregelen genomen die de populariteit van de PPP verminderden.
In 1984 trok de islamitische vereniging Nahdlatul Ulama (NU), onder leiding van Abdurrahman Wahid en aangemoedigd door het regime, de steun voor de PPP in. In 1973 was de politieke tak van NU onder druk van het regime gefuseerd in de PPP, maar de vereniging was blijven bestaan. Die vereniging ging nu zo ver om duidelijk te maken dat haar leden "niet verplicht waren om op de PPP te stemmen", en dat het niet verboden was om op Golkar te stemmen.
Ook in 1984 werden alle politieke partijen gedwongen om de Pancasila als ideologie aan te nemen. Hierdoor kon de PPP moeilijker oppositie voeren op basis van een islamitische identiteit. Een jaar later werd de partij ook gedwongen haar logo te veranderen van de Kaäba (een duidelijk islamitisch symbool) naar een ster, als symbool voor de Pancasila. De maatregelen hadden effect, want bij de verkiezingen van 1987 was de steun voor de PPP flink gekrompen.

## Uitslagen
| Partij | Partij                                  | Stemmen    | Percentage | Zetels | +/- |
| ------ | --------------------------------------- | ---------- | ---------- | ------ | --- |
|        | Golkar                                  | 62.783.680 | 73,11      | 299    | 57  |
|        | Verenigde Ontwikkelingspartij (PPP)     | 13.701.428 | 15,96      | 61     | 33  |
|        | Indonesische Democratische Partij (PDI) | 9.384.708  | 10,93      | 40     | 16  |